# Halfway Bush
Halfway Bush est une banlieue de la cité de Dunedin dans la région d’Otago dans l’Île du Sud de la Nouvelle-Zélande.

## Situation
Elle est localisée à 3 km vers le nord-ouest du centre de la cité, tout près du point où la route de Taieri Road devient une route rurale sinuant au niveau de Three Mile Hill. 
Ce fut cette route qui donna son nom à la banlieue, car cette localité était à mi-chemin entre la plaine de Taieri (en) et le centre de la ville de Dunedin dans les premiers temps de la colonisation européenne, quand la route de Three Mile Hill était la principale route à partir de Dunedin vers l’arrière-pays de la région d’Otago.
Cette route fut remplacée par la route passant  à travers la vallée de Caversham Valley (en) en 1860.

## Population
La population était de 1 893 habitants en 2006 selon le recensement de 2006 en Nouvelle-Zélande, en diminution de 36 résidents par rapport à celui de 2001.

## Caractéristique
Halfway Bush est la plus à l’intérieur des banlieues de la zone urbaine principale de la ville de Dunedin et est située à une altitude de 280 m. 
Pour cette raison, elle est souvent l’objet d’un temps plus froid en hiver que le reste de la cité de Dunedin. 
Tout comme Central Dunedin, elle peut recevoir de la neige en moyenne 1 à 2 jours par an, mais la neige peut aussi tenir dans les rues de Halfway Bush pendant plusieurs jours.

## Accès
La banlieue est reliée à central Dunedin par la route dite Taieri Road, qui court à travers la banlieue et jusqu’à la banlieue de Wakari vers le sud-est. 
À partir de Wakari, la rampe monte pour passer sous le  passage supérieur de Roslyn (en) avant de descendre dans le centre de la cité par Stuart Street (en). 
La banlieue plus petite de Helensburgh siège à l’est de Halfway Bush, mais la banlieue est entourée de terrains ruraux vers le nord et vers l’ouest. Vers le sud-ouest se trouve Fraser's Gully, une réserve spectaculaire, qui sépare Halfway Bush de la banlieue de Brockville. 
Un trajet alternatif réputé pour aller au centre de Dunedin est localisé là passant via Maori Hill et Drivers Road vers George Street (en).

## Routes locales
Halfway Bush consiste principalement en Taieri Road et une série de routes en croissant qui se branchent dessus celle-ci. 
Les principales parmi celles-ci sont Ashmore Street et Gilkison Street, cette dernière la reliant à Wakari Road, une longue route tout droite semi-rurale, qui relie Taieri Road à la banlieue de  Glenleith, à 2,2 km vers le nord-ouest, par le chemin de Helensburgh et la forêt de plantation entourant le réservoir de Ross Creek (en).

## Installations
Les bâtiments majeurs dans le secteur de Halfway Bush comprennent Halfway Bush School qui est l’école primaire locale et 2 établissements de santé: l’hôpital de Wakari (en), qui est localisé à l’extrémité est de la banlieue et Ashburn Hall, une clinique psychiatrique privée, située au point où la Taieri Road devient Three Mile Hill Road, tout près de l’extrémité ouest de la banlieue.